# Anatoli Bogatiriov
Anatoli Vassilievitx Bogatiriov, en rus Анатолий Васильевич Богатырёв (Vítsiebsk, 31 de juliol de 1913 – Minsk, 19 de setembre de 2003), fou compositor, professor de música i un líder de l'escola de música de Belarús.

## Biografia
Bogatiriov va néixer a Vitebsk, fill d'un professor d'idiomes. Va estudiar a l'Escola de Música de Vitebsk, a l'Escola de Música de Minsk i al Conservatori de Belarús, on va tenir com a mestre de composició a Vasili Zolotariov, alumne de Rimski-Korsakov. Va arribar a la fama quan encara tenia vint anys, sent nomenat president de la junta de la Unió de Compositors de Belarús el 1938 i va rebre el Premi Stalin el 1941. El 1948 va començar a ensenyar composició al Conservatori Nacional de Minsk, on més tard esdevingué director adjunt. Es va unir al PCUS el 1954 i el 1968 va ser nomenat Artista Popular de la República Socialista Soviètica de Belarús. Bogatiriov va morir el 19 de setembre de 2003 a Minsk.

## Música
La música de Bogatiriov és tonal amb tendències nacionalistes marcades. El seu estudi del folklore belarús va influir fortament en la seva música, no només en els seus arranjaments de cançons populars, sinó també en la seva elecció de vegades per adoptar els modes i els ritmes de la música popular belarussa. Ha estat descrit com "un dels fundadors i representants principals de l'escola belarussa... Siguin vocals o instrumentals, les seves obres són sorprenents per la riquesa de les seves melodies i per les seves textures polifòniques".

## Obres seleccionades

### Escenaris
- Als boscos de Polesie, òpera (28 d'agost de 1939, Minsk). Basada en "El pantà" de Iakub Kolas.
- Música incidental a Les estrelles no enfosquides (1941) de Romashov.
- Nadezhda Durova, òpera (22 de desembre de 1956, Minsk).
- Música incidental a la Mascarada de Lermontov.[1][4][5][6]

### Vocal i coral
- Poema sobre el conte d'un ós, per a veus solistes, cor i orquestra (1937). Basat en el "Conte de l'ós femella" de Puixkin.
- El poble de Leningrad, cantata (1941).
- Als partisans belarussos, cantata (1943).
- Belarús, cantata (1949).
- Cançons belarusses, cantata (1967). Paraules: tradicionals i de Nil Hilevich.[1][3][6][7]

### Orquestral
- Simfonia núm. 1 (1946).
- Simfonia núm. 2 (1947).
- Concert per a violoncel (1962).
- Concert per a contrabaix (1964).[6][8]

### Música de cambra
- Trio per a violí, violoncel i piano (1935).
- Quartet de corda (1941).
- Variacions i Suite sobre Manfred de Byron, per a piano.[1]
- Sonata per a violoncel (publicat el 1971).[9]